# Etiopien i olympiska sommarspelen 2000
Etiopien deltog i de olympiska sommarspelen 2000 med en trupp bestående av 26 deltagare, 15 män och 11 kvinnor, och de tog totalt åtta medaljer.

## Medaljer

### Guld
- Millon Wolde - Friidrott, 5 000 m
- Haile Gebrselassie - Friidrott, 10 000 m
- Gezahegne Abera - Friidrott, maraton
- Derartu Tulu - Friidrott, 10 000 m

### Silver
- Gete Wami - Friidrott, 10 000 m

### Brons
- Assefa Mezgebu - Friidrott, 10 000 m
- Tesfaye Tola - Friidrott, maraton
- Gete Wami - Friidrott, 5 000 m

## Boxning
Fjädervikt
- Yohanes Shiferaw Yohanes
  - Omgång 1 — Förlorade mot Francisco Bojado från Mexiko (→ gick inte vidare)

Lättvikt
- Adisu Tebebu
  - Omgång 1 — Förlorade mot Gheorghe Lungu från Rumänien (→ gick inte vidare)

Weltervikt
- Tsegasellase Aregawi
  - Omgång 1 — Förlorade mot Vitalie Grușac från Moldavien (→ gick inte vidare)

## Friidrott
Herrarnas 1 500 meter
- Berhanu Alemu
  - Omgång 1 — 03:38.79
  - Semifinal — 03:41.09 (→ gick inte vidare)

- Hailu Mekonnen
  - Omgång 1 — 03:39.09
  - Semifinal — 03:40.92 (→ gick inte vidare)

- Daniel Zegeye
  - Omgång 1 — 03:40.91
  - Semifinal — 03:38.08
  - Final — 03:36.78 (→ 6:e plats)

Herrarnas 5 000 meter
- Dagne Alemu
  - Omgång 1 — 13:29.93
  - Final — 13:37.17 (→ 6:e plats)

- Fita Bayisa
  - Omgång 1 — 13:22.92
  - Final — 13:37.03 (→ 4:e plats)

- Million Wolde
  - Omgång 1 — 13:22.75
  - Final — 13:35.49 (→  Guld)

Herrarnas 10 000 meter
- Assefa Mezgebu
  - Omgång 1 — 27:50.64
  - Final — 27:19.75 (→  Brons)

- Haile Gebrselassie
  - Omgång 1 — 27:50.01
  - Final — 27:18.20 (→  Guld)

- Girma Tolla
  - Round 1 — 27:44.01
  - Final — 27:49.75 (→ 11:e plats)

Herrarnas 3 000 meter hinder
- Maru Daba
  - Omgång 1 — 08:35.34 (→ gick inte vidare)

Men's Marathon
- Gezahgne Abera
  - Final — 2:10:11 (→  Guld)

- Tesfaye Tola
  - Final — 2:11:10 (→  Brons)

- Simretu Alemayehu
  - Final — 2:17:21 (→ 22:e plats)

Damernas 1 500 meter
- Kutre Dulecha
  - Round 1 — 04:09.88
  - Semifinal — 04:06.78
  - Final — 04:05.33 (→ 4:e plats)

- Hareg Sidelil
  - Omgång 1 — 04:14.05 (→ gick inte vidare)

- Abebech Negussie
  - Omgång 1 — 04:15.52 (→ gick inte vidare)

Damernas 5 000 meter
- Ayelech Worku
  - Omgång 1 — 15:13.26
  - Final — 14:42.67 (→ 4:e plats)

- Gete Wami
  - Omgång 1 — 15:08.92
  - Final — 14:42.23 (→  Brons)

- Worknesh Kidane
  - Omgång 1 — 15:08.62
  - Final — 14:47.40 (→ 7:e plats)

Damernas 10 000 meter
- Derartu Tulu
  - Omgång 1 — 32:06.19
  - Final — 30:17.49 (→  Guld — olympiskt rekord)

- Berhane Adere
  - Round 1 — 32:34.62
  - Final — 31:40.52 (→ 12:e plats)

- Gete Wami
  - Round 1 — 32:34.63
  - Final — 30:22.48 (→  Silver)

Damernas maraton
- Elfenesh Alemu
  - Final — 2:26:54 (→ 6:e plats)

- Fatuma Roba
  - Final — 2:27:38 (→ 9:e plats)

- Gadissie Edato
  - Final — 2:42:29 (→ 36:e plats)